# Davoser Flachdach

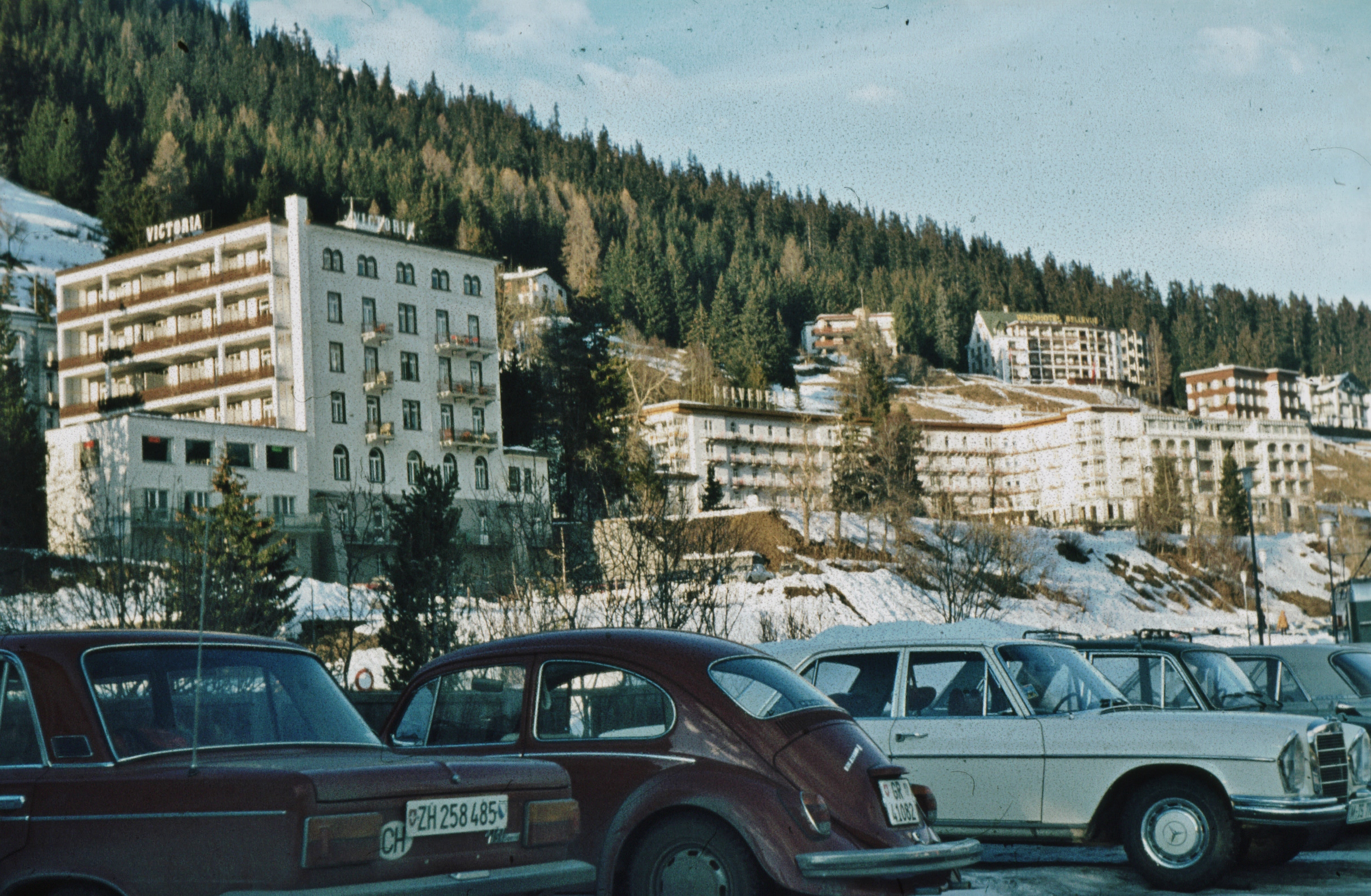
Flachdächer der Hotels Victoria und Belvedère in Davos, 1970er-Jahre

Das Davoser Flachdach ist als Kaltdach die ortsbildprägende Dachgestaltung in Davos und seit über fünfzig Jahren für Neubauten in der Kernzone der Stadt verbindlich vorgeschrieben.

## Geschichte
Die Entwicklung der Davoser Flachdächer begann in der Mitte des 19. Jahrhunderts und schritt schnell voran. Um diese Zeit hatten sich bereits viele Neubauten mit flachgedeckter Holz-Zement-Bedachung bewährt. Nachgewiesenerweise sorgte der Bau des Sanatoriums auf der Schatzalp 1899/1900 für den Durchbruch dieser Bauweise, weil sie allein durch die Grösse der Dachfläche ihre Funktionalität bewies.: S. 437 Vorreiter für diese neue Dachkonstruktion in Davos waren die Zürcher Architekten Pfleghard und Haefeli, die neben dem Schatzalpsanatorium 1902 auch die Erweiterung des Schweizerhofs, 1904/1905 den Kaiser-Wilhelm-II.-Pavillon der Deutschen Heilstätte, 1906–1911 das Sanatorium Queen Alexandra und 1908 die Villa Guarda beisteuerten.
Otto Morachs Motto «Der Weg zur Kraft und Gesundheit führt über Davos», das er 1926 im Rahmen eines Werbeplakates für das vor allem als riesige Krankenstadt bekannte Davos schuf und auf dem noch alle Davoser Häuser mit rotem Giebeldach dargestellt werden, evozierte einen Erneuerungswillen seitens der Davoser, der den längst etablierten Drang zum Neuen Bauen auch hier entwickeln half.: S. 217 Mit der Heimatschutzbewegung um 1910 wurden Flachdächer zusammen mit Beton- und Stahlkonstruktionen zwar als mauvais example (deutsch: «schlechtes Beispiel)» gebrandmarkt, konnten sich dann aber doch durchsetzen, vor allem gefördert vom Landammann Erhard Branger (1881–1958) sowie von Architekten wie Sigfried Giedion und Rudolf Gaberel. Die Flachdachgegner agierten teils mit Fotomontagen gegen das Neue Bauen. Über viele Jahre wogte der Streit hin und her. Gaberel schrieb 1933 in der NZZ, dass es inzwischen grundsätzlich möglich sei, «haltbare Satteldächer (Heimatschutz) und auch Flachdächer auszuführen», und «dass weder ästhetische, noch neumodische oder weltanschauliche Überlegungen (Kulturbolschewismus), sondern ausschliesslich Not und Gefahr und deren Abwehr zum flachen Dach als bewährtem Bautenschutz geführt habe». Er leitete damit eine Versachlichung der aufgeheizten Diskussion ein. Sigfried Giedion sekundierte Gaberel, indem er im selben Blatt schrieb: «Einige meiner Freunde sowie verschiedene Industrie-Verbände beabsichtigen mit der NZZ ein Beiblatt mit dem Titel Leben und Bauen herauszugeben. In diesem Beiblatt handelt es sich darum, gegen die immer stärker werdenden Vorurteile durch Tatsachenmaterial anzugehen.»
Spätestens mit dem Arzthaus Burckhardt 1926 setzte der Rückzug der Flachdachgegner in Davos ein. Dieses galt in besonderer Weise als «Bautyp 1926» und reüssierte entsprechend, während diese Bauweise in der übrigen Schweiz weiterhin angeprangert wurde.: S. 438 Mit den Jahren gelang es den beiden Fraktionen, eine Resolution zu vereinbaren. Sie wurde am 11. Dezember 1935 verlesen. Für den Heimatschutz unterzeichnete Albert Baur, für das Neue Bauen E. F. Burckhardt, der Vater von Lucius Burckhardt, Begründer der Promenadologie. Heute gilt Davos als die grösste Flachdachsiedlung in den Alpen.: S. 217

## Konstruktion
Davos liegt auf 1560 m ü. M. und gilt als Hochgebirgsregion. Im Winter fallen erhebliche Schneemengen an, die sich auf Dächern mit Neigung zu Dachlawinen entwickeln können und vor allem innerorts grosse Gefahren mit sich bringen. Im Gegensatz zum Warmdach sind die Dächer in Davos hinterlüftet und trocken.
Die Dächer aus Stahlbeton haben ein leichtes Gefälle nach innen und transportieren so das Regen- und Schmelzwasser innerhalb des Hauses in die Kanalisation; das beugt zusätzlich Bauschäden durch defekte Regenrinnen und Fallrohre vor, weil sie keinen weiteren Umwelteinflüssen wie Schneelast, Frost und Sturm ausgesetzt sind. Auf der Betondachkonstruktion, die sich seit der zweiten Hälfte des 19. Jahrhunderts mit dem Boom der Betonindustrie entwickelte, wurde eine wasserdichte Schicht aufgebracht, die aus einer Holzzementauflage aus Sanden und Kiesen bestand. Im Hausinneren wurde im Abstand von einem Meter die eigentliche Zimmerdecke aus einer Holzkonstruktion an die Betondecke angehängt. Dieser grosse Abstand diente der Isolation und verhinderte das Abschmelzen des Schnees durch aufsteigende Heizwärme (Kaltdach).